# Oudenbosch (stacja kolejowa)
Oudenbosch (ned: Station Oudenbosch) – stacja kolejowa w Oudenbosch, w prowincji Brabancja Północna, w Holandii. Stacja znajduje się na linii Antwerpia – Lage Zwaluwe.

## Linie kolejowe
- Antwerpia – Lage Zwaluwe

## Połączenia
- 5100 Sprinter 	Den Haag Centraal – Den Haag HS – Delft – Rotterdam Centraal – Dordrecht – Oudenbosch – Roosendaal